# Тектонско тоњење
Тектонско тоњење је потонуће земљине коре у великом обиму, повезано са карактеристикама коре или геоида. Кретање континенталних плоча и смештајни простори створени раседима стварају слегање у великим размерама у различитом окружењу, укључујући и пасивне маргине, интерконтиненталне басене и раздвојене басене. Три механизма су уобичајена у тектонским срединама у којима се слегање јавља: проширење, хлађење и нагомилавање. 

## Механизми

### Проширење
Где литосфера подлеже хоризонталном истезању, кора се истеже све док не дође до раседања, било од стране система нормалног раседа, било од стране система нагибног раседа (који ствара хорстове и гребене). Ови системи омогућавају пределу да се истегне, истовремено смањујући његову дебљину. Тања кора се слеже у односу на дебљу, недеформисану кору.

### Хлађење
У областима континенталног стањивања, мантл може да се топи услед декомпресије, узрокујући астеносфери да испливавају на површину, загревајући плоче које леже преко. Загревање литосфере смањује њену густину и подиже кору због свог позитивног потиска у односу на недеформисану, хладнију кору. Када престане загревање, тања кора се полако хлади и постаје тежа (послерасцепно слегање).

### Нагомилавање
Додавање тежине од стране седиментације услед ерозије или орогених процеса, или нагомилавање, изазива депресију и слегање. Седименти се акумулирају на најнижој могућој висини, у смештајним просторима. Стопа и величина седиментације контролише брзину којом се јавља слегање. Насупрот томе, у орогеним процесима, планине стварају велико нагомилавање на Земљиној кори, изазивајући депресије у суседним литосферним корама.

## Окружење

### Тектонски неактивно
Тектонски неактивно окружење ипак има велику улогу у тектонском слегању због карактеристика коре.

### Интраконтинентални басени
Интраконтинентални басени су велике депресије површина које су тектонски неактивне и нису ни близу граница плоча. Уведене су бројне хипотезе како би се објаснио овај дуговечни процес слегања. Дугорочно хлађење од распада Пангее изазвало је деформације око ивица басена и дубоко у земљу.

### Пасивне маргине
Процесом рифтинга (подизања коре) ствара се шири простор средње-океанског гребена који се креће даље од обале као производ окенаске литосфере. Захваљујући подизању коре, кора са пасивним маргинама је тања чиме се ствара простор за смештај неког материјала. Акумулацијом морских седимената формира се алувијални материјал у таквом простору за смештај. Након престанка подизања коре, хлађењем кора се полако спушта, и заједно са седиментом ће створити тектонско слегање.
Сударне плоче
До тектонског слегања може да дође на претпоставкама да се плоче сударају или да подилазе једна под другу.